# 上海駅
上海駅（シャンハイ-えき、簡体字中国語: 上海站、拼音: Shànghăi Zhàn）は、中華人民共和国上海市静安区にある中国国家鉄路集団（CR）と上海軌道交通（地下鉄）の駅。

## 概要
上海で最大の駅（一日平均乗降客数約30万人）であり、長距離列車の他、上海地下鉄も発着する。上海は中国の鉄道網の中枢であり北京、天津行きの特急をはじめ全国各地に列車が出ている。また香港（紅磡駅）間の国際列車もあるため税関が設けられている。2006年7月上海南駅が完成し上海市の長距離鉄道輸送が分散された。ホームの屋根は2009年夏から2010年初めにかけて、滬寧都市間鉄道の他の主要駅にも採用されている大規模なドーム型のものに改築されている。また小規模だった北広場側駅舎が改築され面目を一新している。

### 利用可能な鉄道路線
中国国家鉄路集団は路線名称上は京滬線、滬昆線、滬寧都市間鉄道の3路線が乗り入れる。主要な列車は以下の通り。
- D系（動車・上海鉄路局管内新幹線空調快速"和諧号"のうち、在来線を走行するもの。)
- G系 (高速・"和諧号"のうち、滬寧都市間鉄道を走行するもの。)
- Z99：上海 - 香港九龍（滬九直通列車）
- Z164（中国語版）：上海 - ラサ
- Z40：上海 - ウルムチ南

上海軌道交通は1号線、3号線、4号線の3路線が乗り入れる。3号線と4号線は共用駅であり、虹橋路駅-宝山路駅の区間は3号線と4号線が線路を共有している。

## 歴史

### 中国国家鉄路集団
- 1898年 - 淞滬鉄道の駅として現在の上海鉄路博物館の位置に開業。
- 1908年 - 滬寧線（現・京滬線の上海～南京間）が開通。
- 1916年 - 上海北駅に改称。
- 1950年 - 上海駅に再変更。
- 1987年12月28日 - 現在位置に移転。

### 上海軌道交通
- 1995年4月10日 - 1号線と共に開業。当時は始終着駅。
- 2000年12月26日 - 3号線が開業し当駅に接続。乗換駅となる。
- 2004年12月28日 - 1号線が延伸開業。途中駅となる。
- 2005年12月31日 - 4号線開通に伴い、4号線開通に伴い、3号線と4号線の共用駅となる[1]。
- 2010年前半 - 上海国際博覧会に伴い、駅内部（駅出入口、天井、壁、一部の床。案内標識等）を改装した[2]。

## 駅構造

### 中国国家鉄路集団
橋上駅舎を有する地上駅。2階（橋上駅舎）が出発用コンコース、1階がホーム階、地下1階が到着用の地下通路の構造になっている。
駅の入り口は南広場側と北広場側の2箇所ある。上海駅の南駅ビルは1987年に併用された。完成当時は幅156メートル、奥行き30メートル、高さ12メートルの大きさであった。2000年には南に14メートル、2300平方メートル拡張され、南側駅舎の外壁は、長さ155メートル、高さ22.5メートル、柱間隔12メートルの鉄骨構造のガラスカーテン壁で覆われるデザインに変わった。北側駅舎は2010年に併用され、面積は15,560平方メートルある。
南側の駅舎の「上海站」の文字は当時の中国書法家協会第一任主席の舒同が書いた字である。
入り口に入ってすぐに階段（あるいはエスカレーター・エレベーター）で上って橋上部分に到達する。切符売り場は南側駅舎の1階部分にある。橋上部分には待合室が複数あり、列車到着までホームに入れないのでここで待つことになる。改札口はホームへの下り階段ごとに個別に設けられている。
プラットホームは単式ホーム1面1線と島式ホーム6面12線、合計7面13線を有する。ホーム長は500m。
出口はホームから階段で下り、地下通路を経由して駅外に出る。地下通路は2本ある。

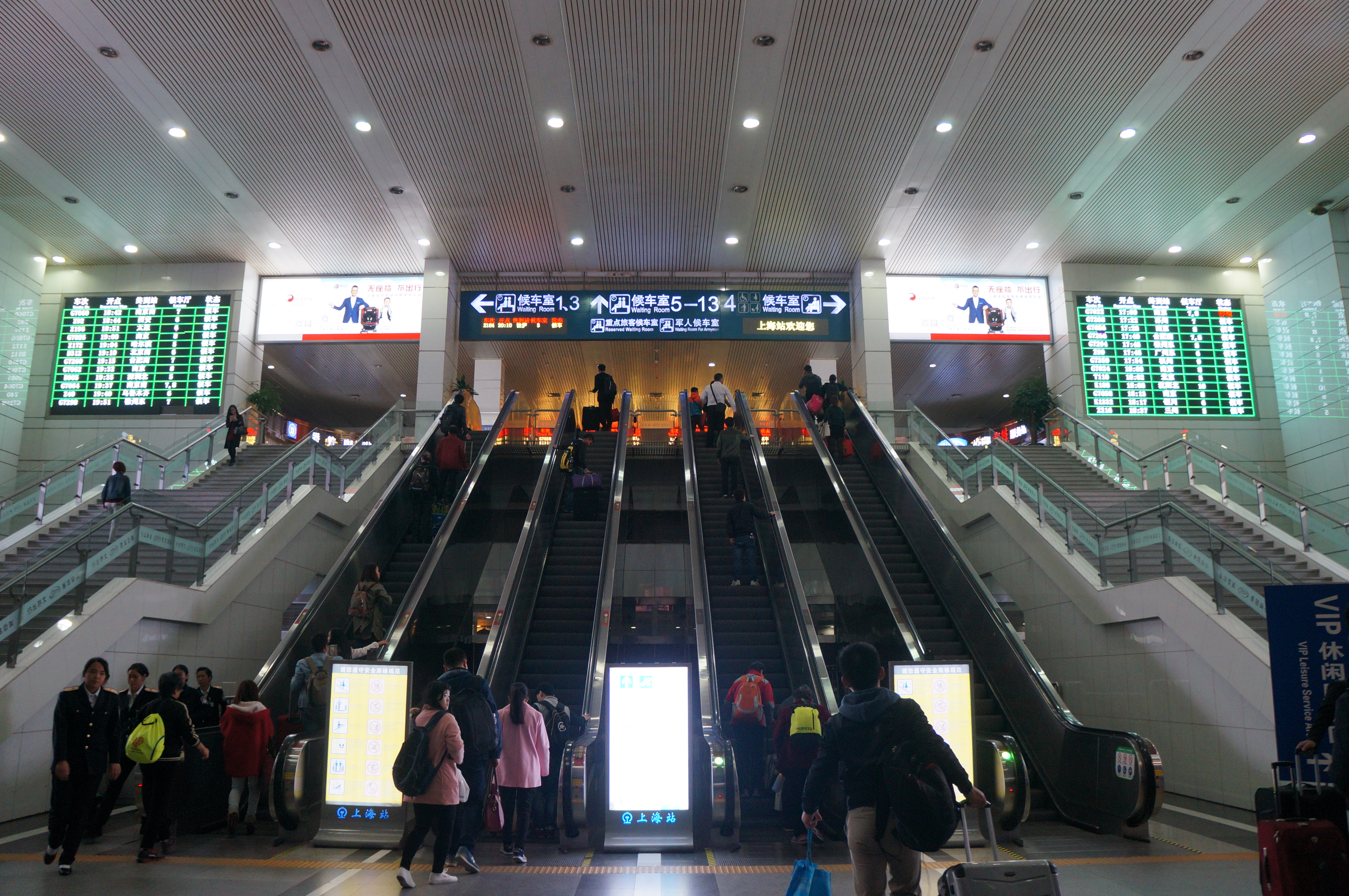
橋上駅舎に上がるエスカレーター
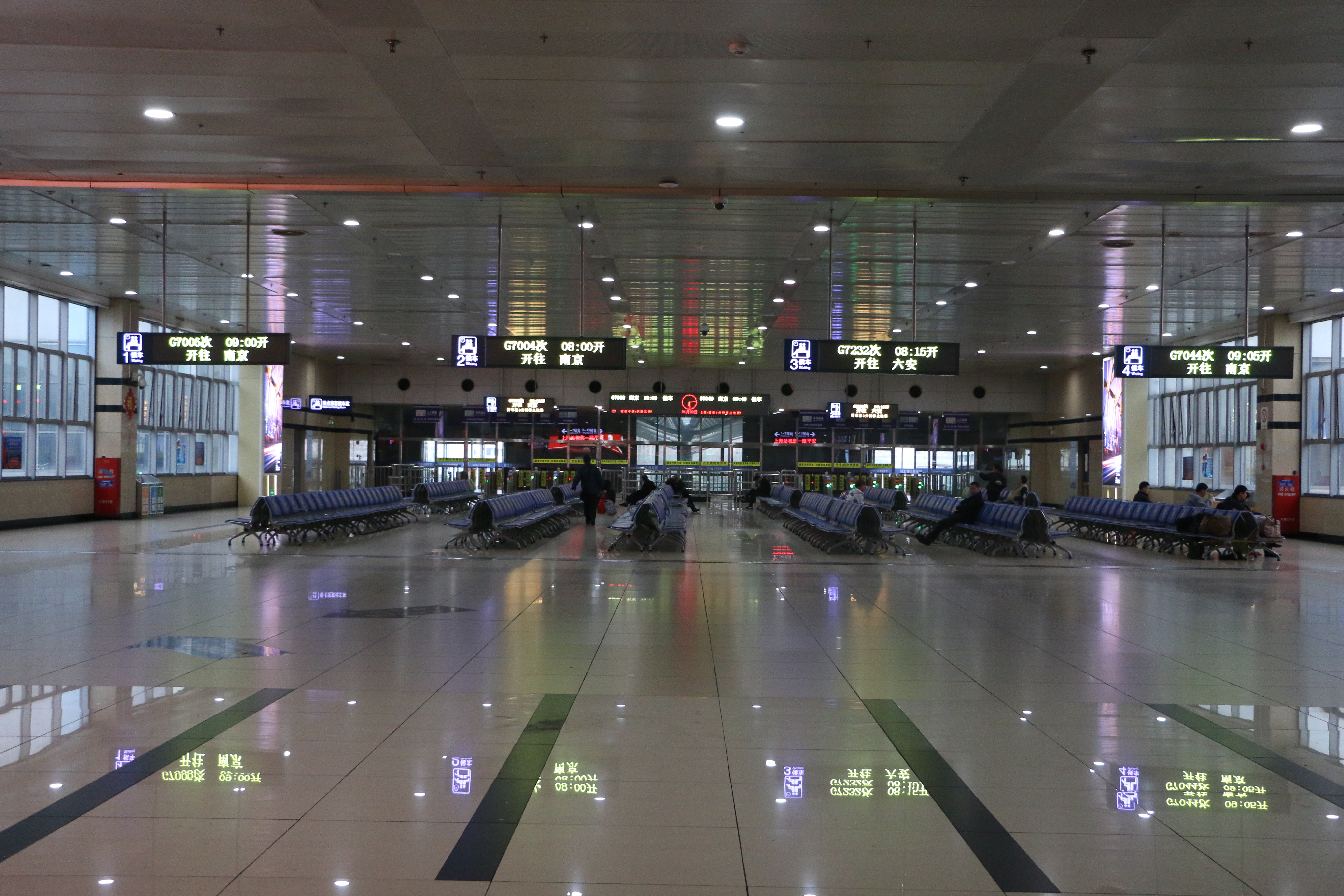
第7待合室
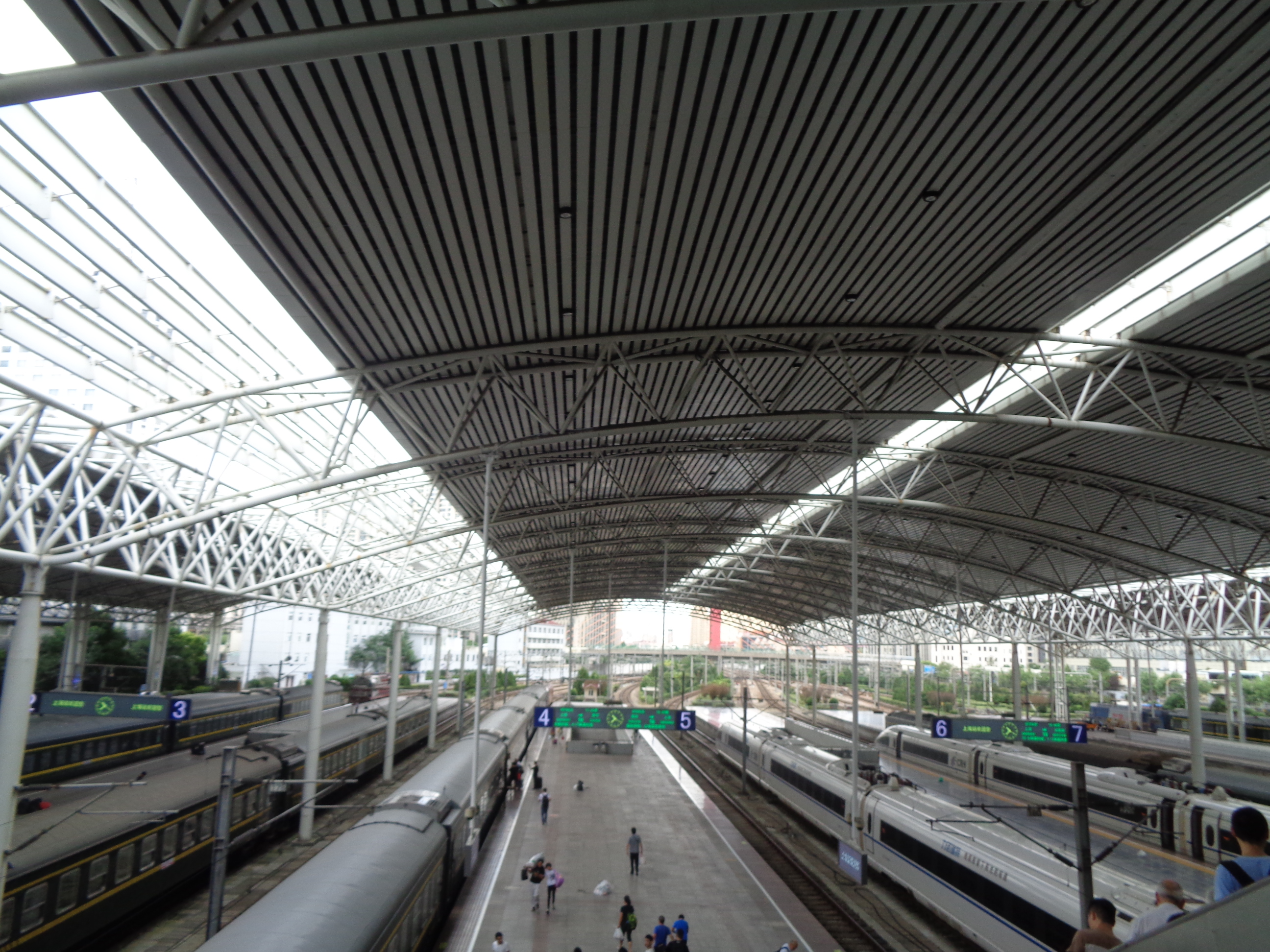
ホーム全景
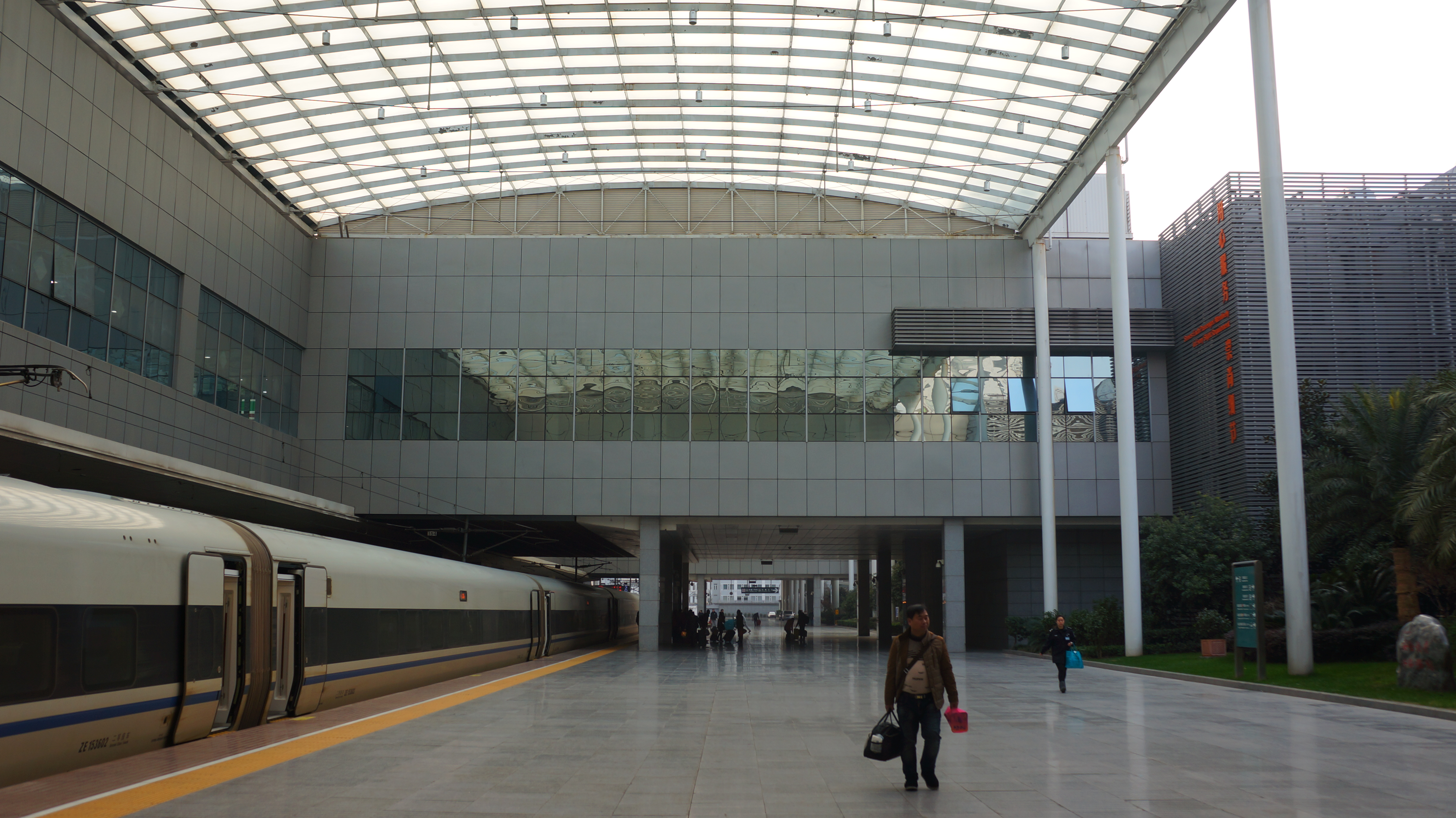
1番線（単式ホーム）
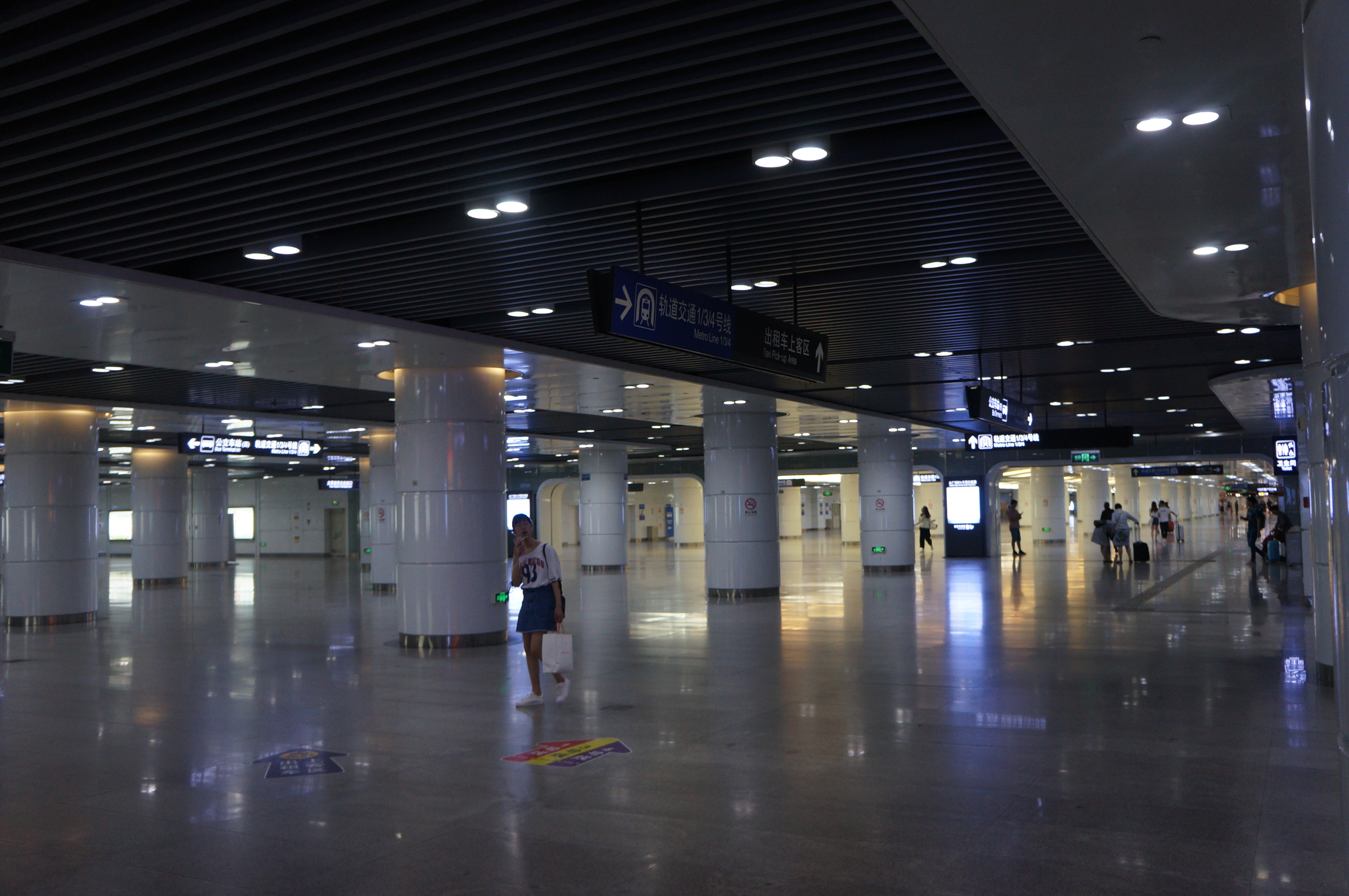
到着用の地下通路
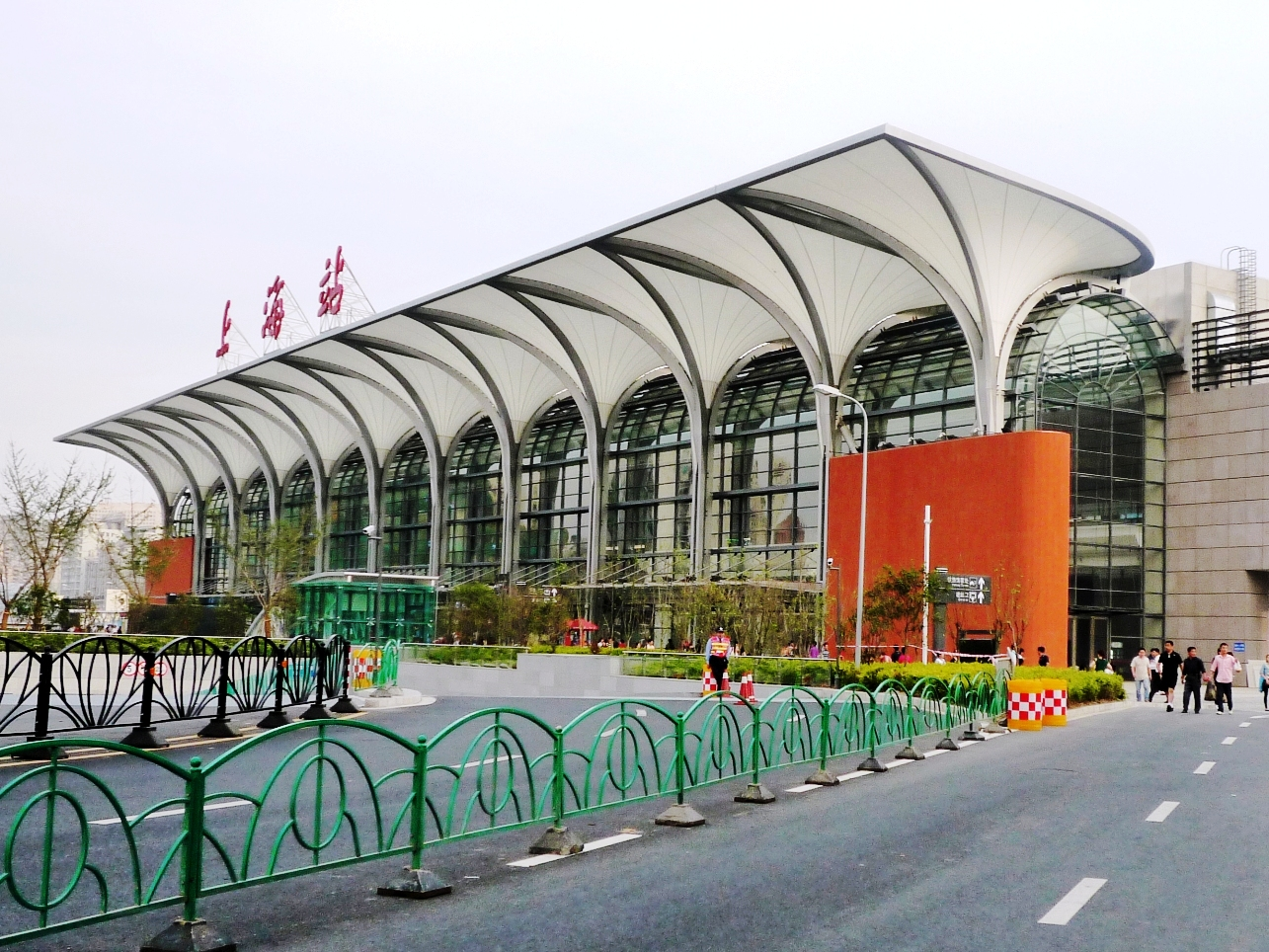
北広場側駅舎

### 上海軌道交通
1号線は島式ホーム1面2線の地下駅、3号線と4号線は共用で島式ホーム1面2線の地上駅。
1号線ホームと3号線・4号線ホーム間は同一事業者でありながら、CR上海駅の南広場側と北広場側という位置にあり、改札内部でつながっておらず、改札外乗り換えとなっている。この駅で乗り継ぎする場合は別途運賃が必要（上海公共交通カード使用者除く）。また、それぞれの乗り場を連絡する通路は、巨大な上海駅を横断しているためにかなりの距離があり、かつその地下道は商店街となっており人の流れが良くないため、乗り換えには充分な時間の余裕が必要となる。

### のりば
※全ての路線において案内上ののりば番号は設定されていない。
| 番線                   | 路線  | 行先                             | 備考 |
| ---------------------- | ----- | -------------------------------- | ---- |
| 1号線ホーム（地下2階） |       |                                  |      |
| 南方面                 | 1号線 | 人民広場・徐家匯・莘荘方面       |      |
| 北方面                 | 1号線 | 上海馬戯城・通河新村・富錦路方面 |      |
|                        |       |                                  |      |
| 3・4号線ホーム（1階）  |       |                                  |      |
| 南方面・外回り         | 3号線 | 中潭路・宜山路・上海南站方面     |      |
| 南方面・外回り         | 4号線 | 中潭路・宜山路・上海体育館方面   |      |
| 北方面・内回り         | 3号線 | 宝山路・虹口足球場・江楊北路方面 |      |
| 北方面・内回り         | 4号線 | 宝山路・世紀大道・大木橋路方面   |      |

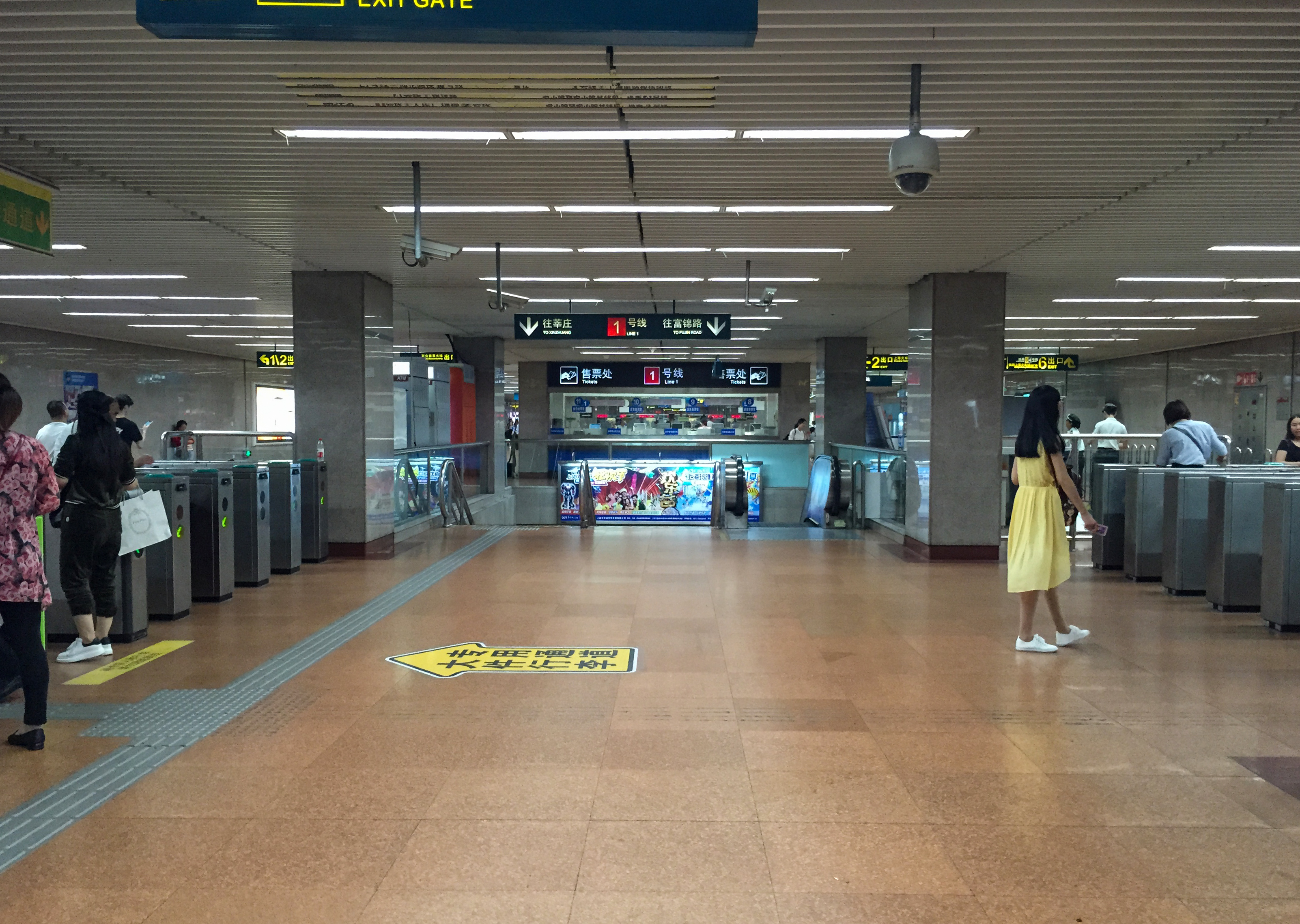
1号線改札階
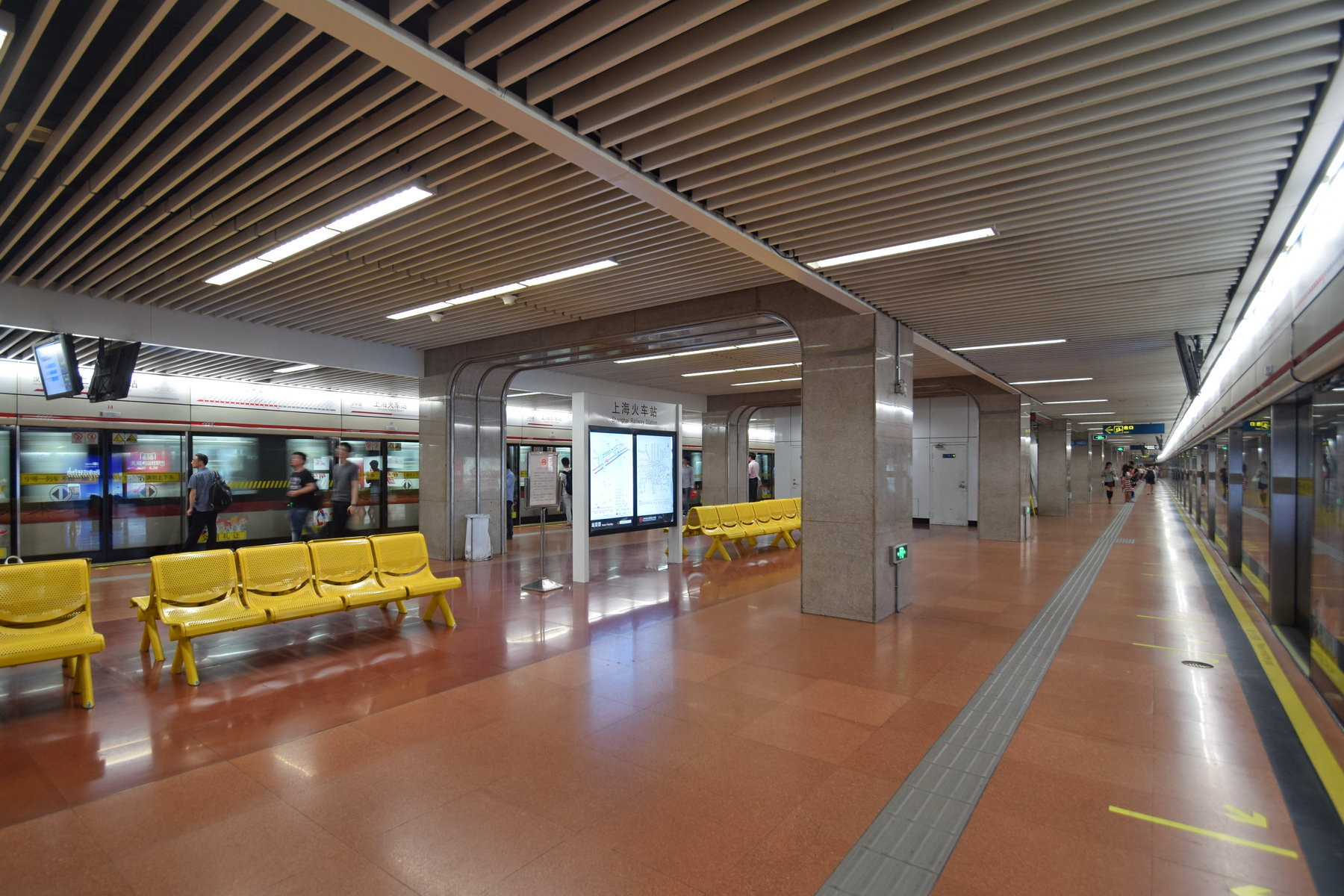
1号線ホーム
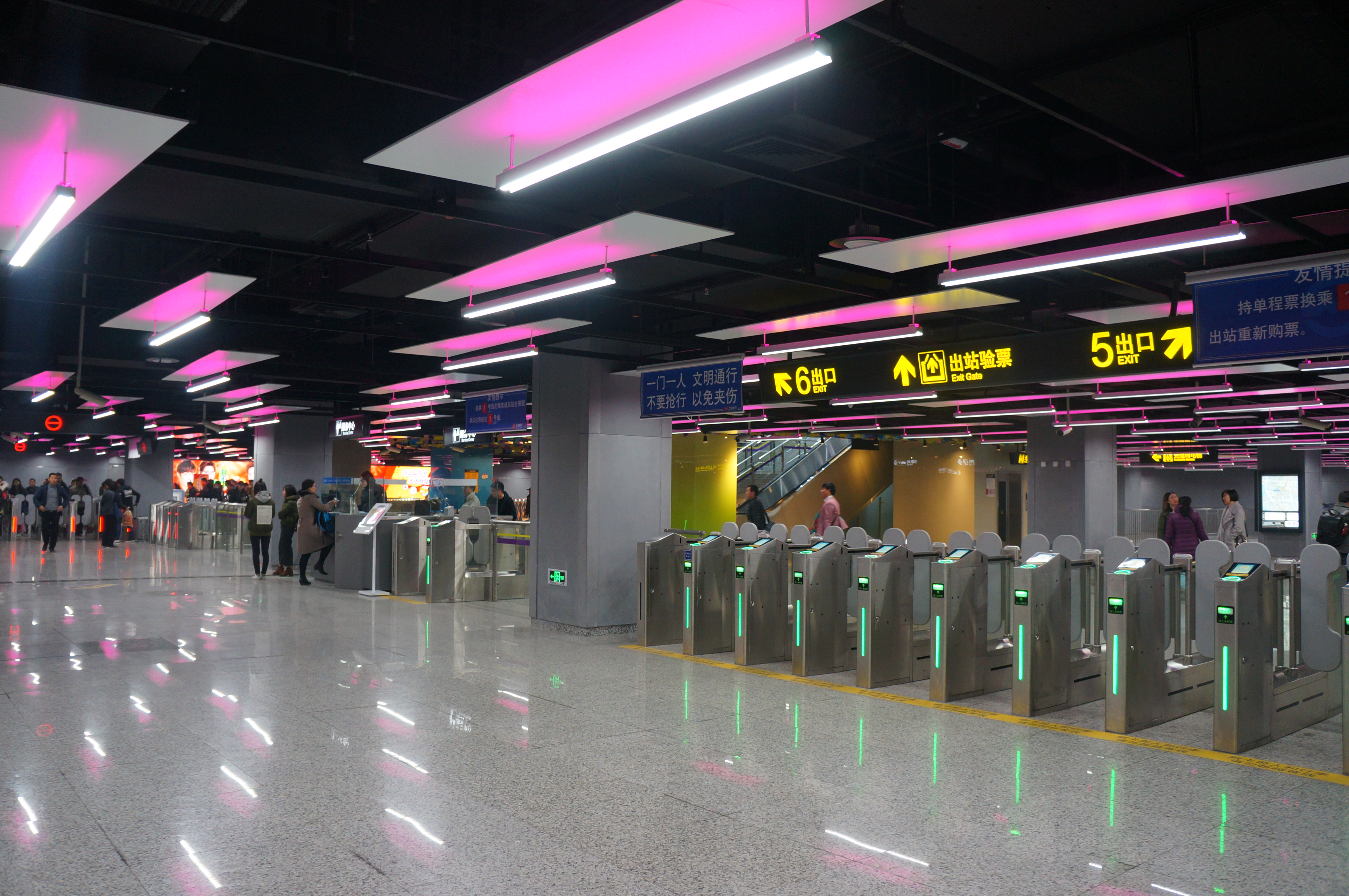
3・4号線改札口
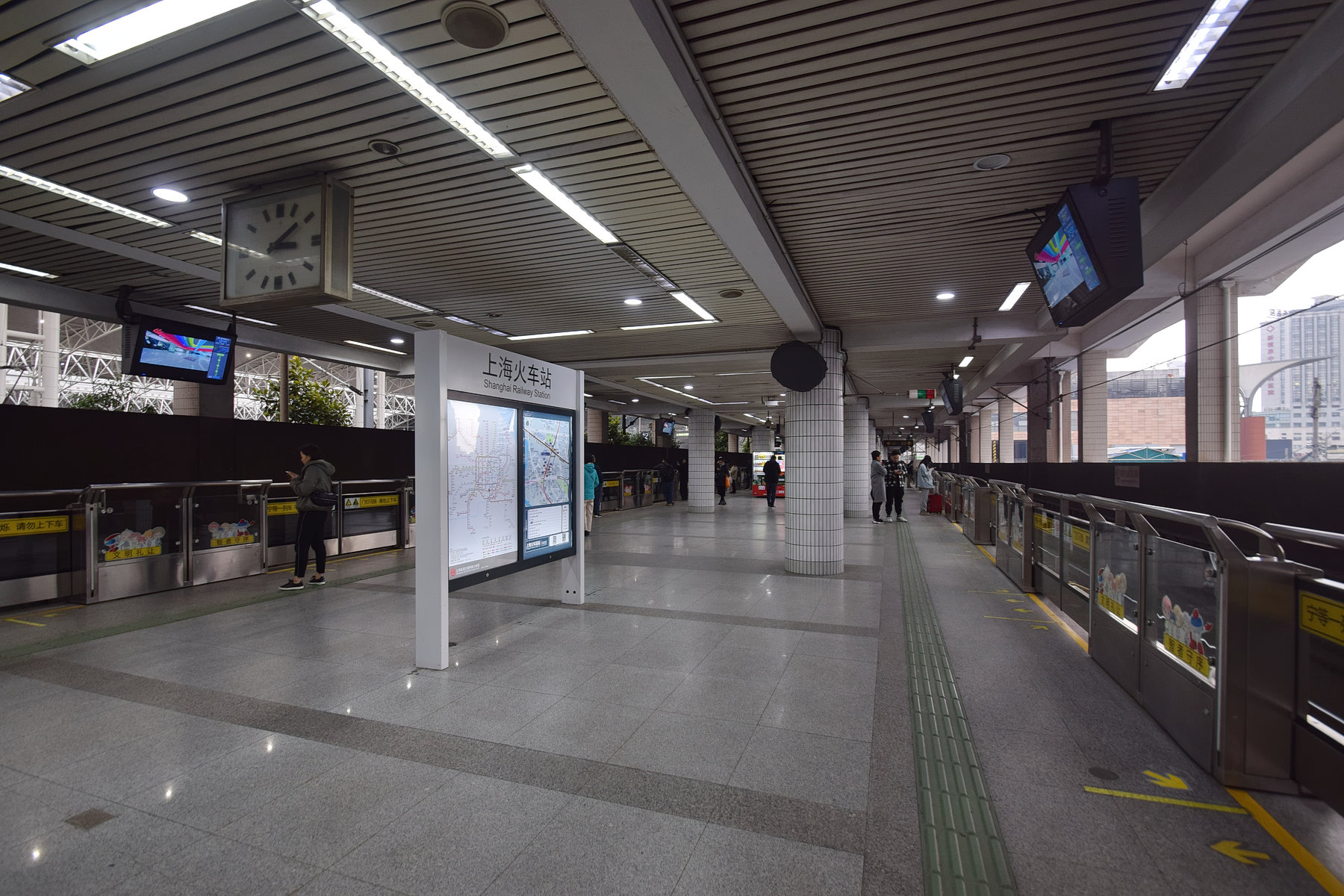
3・4号線ホーム
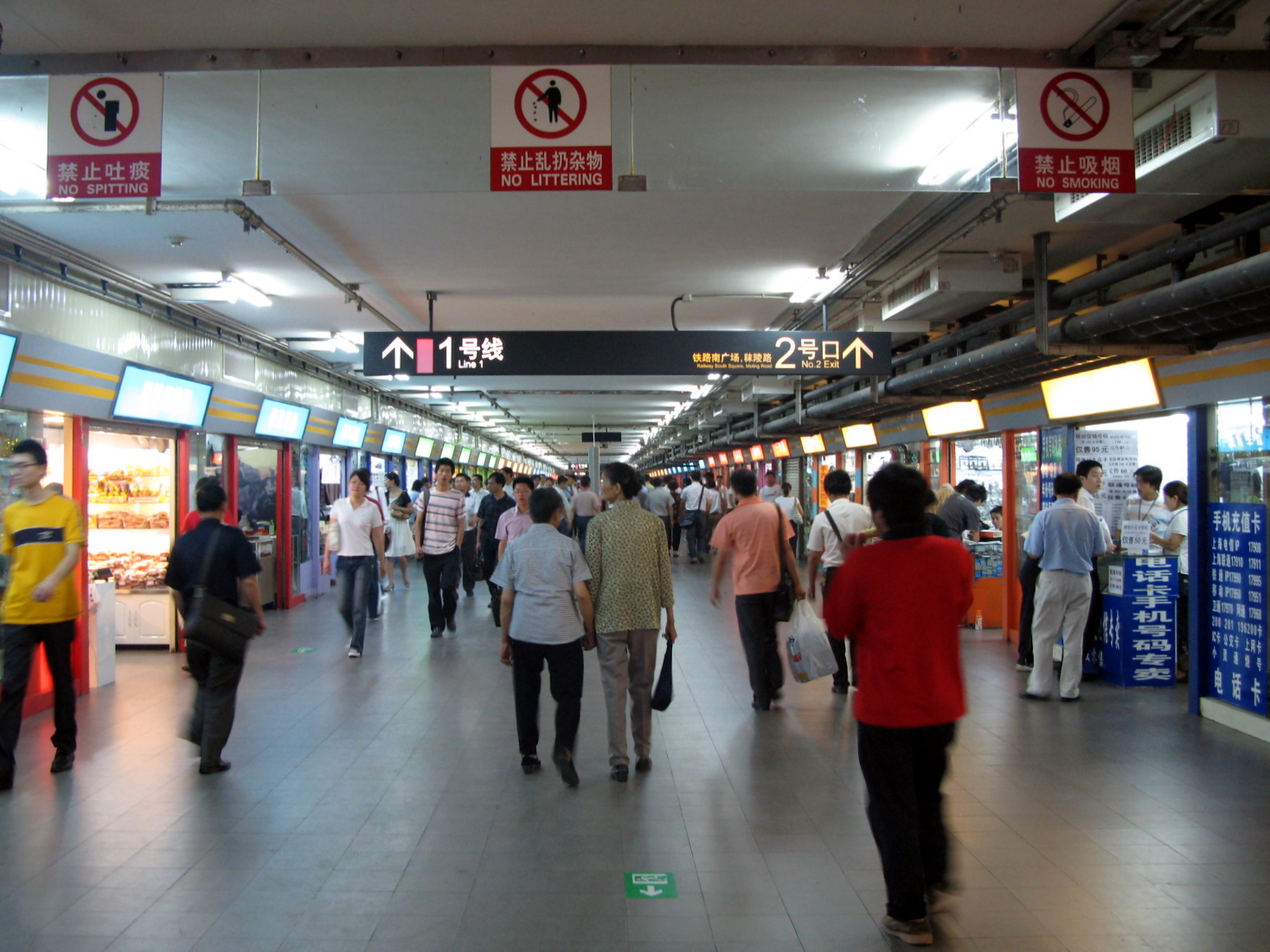
1号線と3・4号線ホームを結ぶ地下通路

## 利用状況
一日平均約30万人（2007年）。旧正月（春節）のピーク時は、70～90万人まで増える。

## 駅周辺

### 南広場側

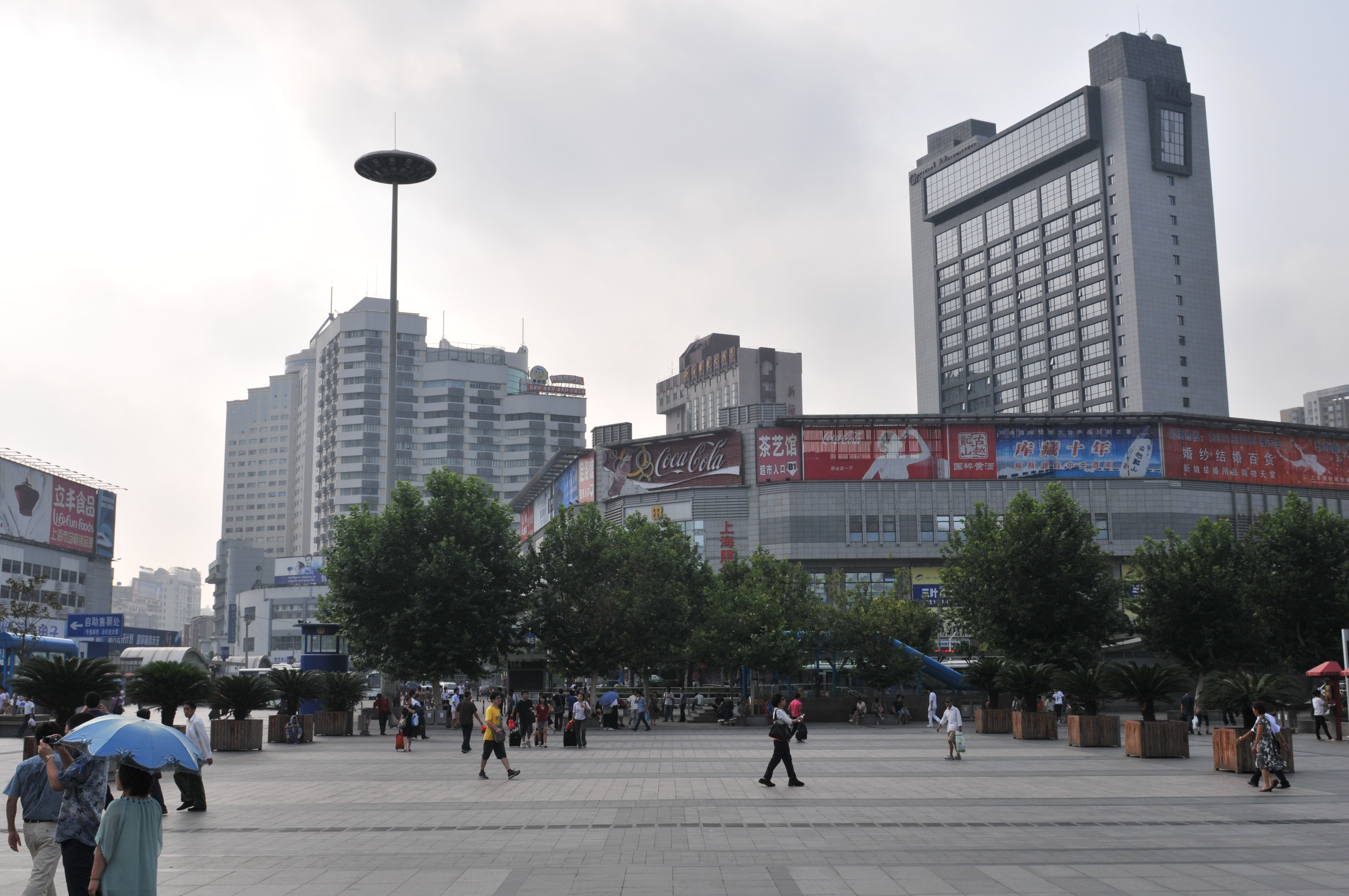
南広場周辺の街並み

- 感龍商場
- 上海広場長城假日酒店
- 友誼服飾毛衫市場
- 中国郵政(静安区郵政支局)
- 上海郵電大厦
- 維也納酒店（中国語版）
- 太平洋百貨（中国語版）
- 上海静安洲際酒店

### 北広場側

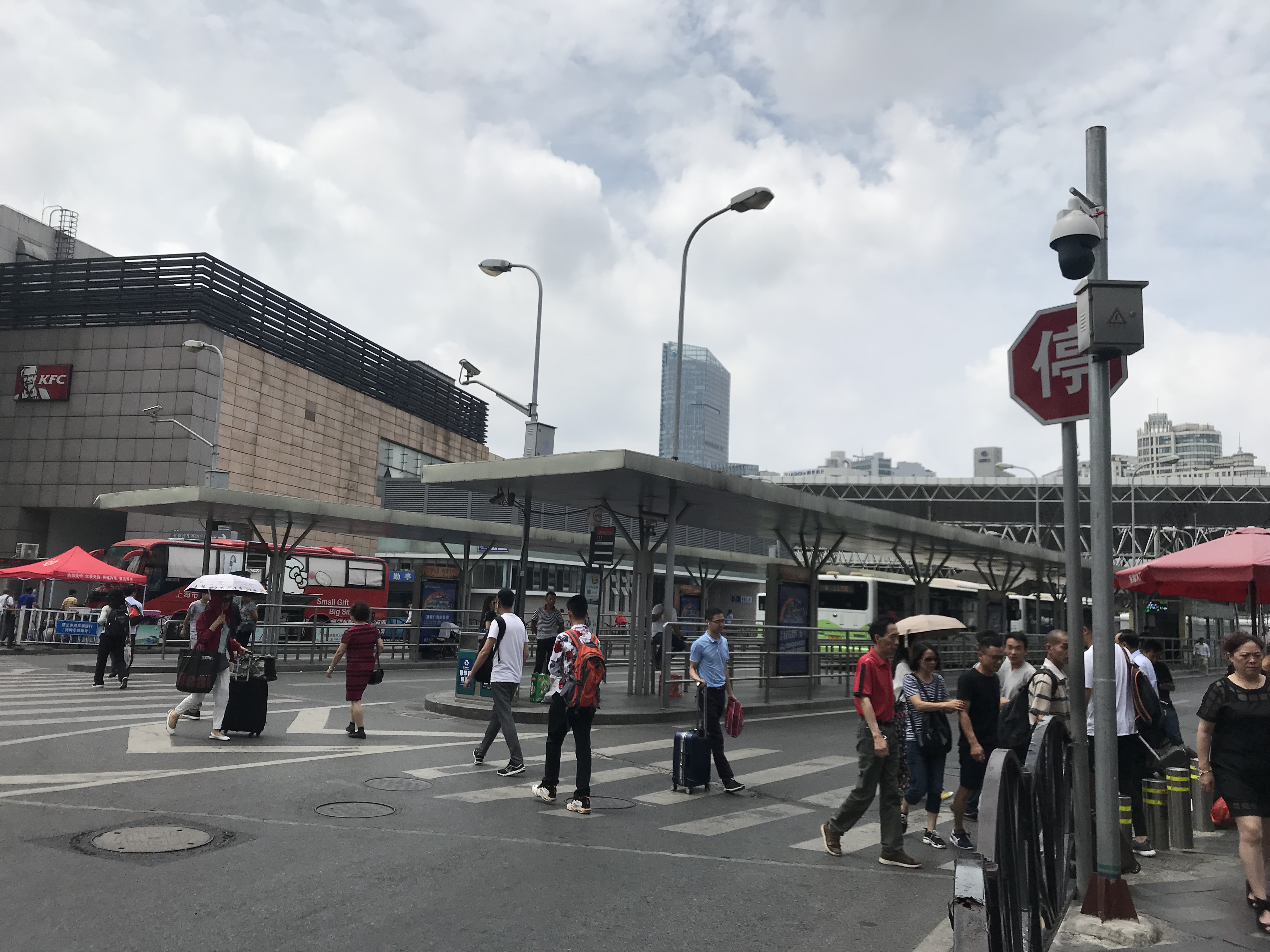
北広場周辺の街並み

- 上海北方智選仮日酒店
- 上海中祥大酒店
- 上海鉄路公寓
- 閘北郵政支局

## バス路線

### 長距離バス
上海駅北口(広場外)西側:
- 上海長途客運総站（中国語版）(上海長距離バスターミナル)

アジア最大級の巨大バスターミナルである。
乗換については、たとえば地下鉄1号線から乗り換える場合には、上海駅南南東側にある地下鉄1号線6番出口から、上海駅の東端にある地下連絡通路を越えて、地下鉄3号線脇を越えて上海駅北広場を抜け、上海駅西北にあるバスターミナルまでという長距離を歩くことを要する。または上海駅南西側にある地下通路（人と自転車用）をとおり駅の北側に抜ける。
路線バスで、上海駅南広場西側から乗り継ぐ場合、ほぼ上海駅の外周をひたすら歩くことになる。
なお上海には42の長距離バスターミナルが有る。

### 市内バス
上海火車站南広場(広場内):
- 64路 上海火車站-南浦大橋（中国語版）
- 95路 上海火車站-上鋼一廠
- 104路 上海火車站-龍華
- 109路 上海火車站-南浦大橋
- 113路 上海火車站-西区汽車站
- 隧道三線 上海火車站-昌邑路
- 506路 上海火車站-静安新城
- 584路 上海火車站-博山東路
- 801路 上海火車站-南浦大橋
- 802路 上海火車站-南浦大橋
- 845路 上海火車站-平順路
- 927路 上海火車站-田林新村
- 930路 上海火車站-楊家渡
- 941路 上海火車站-虹橋機場
- 機場5線 上海火車站-浦東機場
- 申川専線 上海火車站-川沙

上海火車站南広場夜宵線（※夜宵線は夜間の便）
- 302路 上海火車站-宝交公司
- 308路 上海火車站-松花江路
- 315路 上海火車站-上海体育場
- 322路 上海火車站-宝山鎮
- 324路 上海火車站-南浦大橋
- 328路 上海火車站-上海動物園
- 329路 上海火車站-工農新村
- 隧道夜宵線 上海火車站-濰坊新村

上海火車站南広場(恒豊路)
- 502路 上海火車站-淞南十村
- 943路 上海火車站-呼瑪新村
- 955路 上海火車站-凌兆新村
- 南新線 上海火車站-南匯
- 新嘉専線 上海火車站-嘉定
- 58路 曲阜西路-陳太路
- 128路 南洋中学（中国語版）-滬太新村
- 213路 晋元路（中国語版）-万里小區（高峰線)
- 332路 曲阜西路-陳太路（夜宵線）
- 510路 提籃橋（中国語版）-大華新村
- 710路 光復路（中国語版）-永和新村
- 741路 共康八村-漢中路地鉄站
- 767路B線 陳太路-光復路
- 822路 晋元路-環球楽園
- 844路 晋元路-東方国貿城

上海火車站南広場(天目西路)
- 13路 提籃橋-中山公園
- 41路 天目東路（中国語版）-龍華
- 63路 呉淞路-銅川路（中国語版）
- 223路 丹巴路-恵民路
- 301路 天目東路-龍華（夜宵線)
- 329路 提籃橋-上海西駅（夜宵線）
- 948路 呉淞路-軽坊市場

上海火車站南広場(民立路)
- 768路 蓮花公寓-共和路（中国語版）
- 837路 上海火車駅-真南新村

上海火車站南広場(共和路)
- 114路 上海火車站-呼蘭路
- 573路 上海火車站-寧橋路
- 723路 上海火車站-香山新村
- 滬唐線 上海火車站-唐口

上海火車站南広場(共和新路高架下)
- 宝楊碼頭専線 上海火車站-宝楊路汽車站

上海火車站北広場(広場内)
- 106路 上海火車站-上海西站
- 115路 上海火車站-靖宇南路
- 117路 上海火車站-桃浦新村
- 508路 上海火車站-宝楊路汽車站
- 515路 松花江路-上海火車站
- 516路 上海火車站-清澗新村
- 517路 上海火車站-南翔汽車站
- 912路 上海火車站-高境新村
- 928路 上海火車站-南浦大橋
- 929路 上海火車站-緑川小区
- 942路 上海火車站-殷行路
- 744路 上海火車站-葑塘

上海火車站北広場夜宵線
- 305路 上海火車站-南浦大橋
- 306路 上海火車站-江辺碼頭
- 310路 上海火車站-楊樹浦路
- 859路 桃浦新村-晋元路

## タクシー
上海駅南広場の地下にタクシー乗り場がある。

## 隣の駅
中国国家鉄路集団
京滬線・滬昆線・滬寧都市間鉄道
上海西駅 - 上海駅
上海軌道交通
 1号線
漢中路駅 - 上海駅駅 - 中山北路駅
 3号線
中潭路駅 - 上海駅駅 - 宝山路駅
 4号線
中潭路駅 - 上海駅駅 - 宝山路駅